# آرمان روبن
آرمان روبن (به فرانسوی: Armand Robin) نویسنده، مترجم، روزنامه‌نگار و مجری رادیو قرن بیستم میلادی اهل فرانسه است.
در ۲۷ مارس ۱۹۶۱، روبن به دلیل نداشتن سند هویتی دستگیر شد و سه روز بعد تحت شرایط مرموزی در بیمارستان پاریس درگذشت.